# 신원역 (양평)
신원역(新院驛, Sinwon station)은 경기도 양평군 양서면 신원리에 있는 수도권 전철 경의·중앙선의 전철역이다(교외지역에 위치).
2007년 경에 구 역사가 철거되었다.
원래는 비둘기호만 정차하던 간이역으로 운영되다가, 수도권 전철 중앙선이 2008년 12월 29일에 역사 신축이 완료되지 않은 이 역을 정차하지 않고, 무정차 통과하여 국수역까지 운행되었다.
그러던 중 2009년 12월 23일 국수 ~ 용문 연장 구간 개통에 맞추어 신 역사가 완공되어 수도권 전철 경의·중앙선 전동차가 정차한다.
무궁화호를 비롯한 다른 열차들은 정차하지 않고, 무정차 통과한다.

## 역명 유래
본래 양근군 서시면의 지역으로서 1908년 양평군에 편입되었고, 1914년 지방행정구역 폐합에 따라 야곡리, 분점리를 합쳐 신원리라 한데서 유래하였다.

## 역사
- 1965년 11월 5일 : 임시승강장으로 영업 개시
- 1966년 2월 1일 : 무배치간이역으로 변경[2]
- 1967년 9월 1일 : 을종승차권 대매소로 지정[3]
- 1975년 1월 1일 : 보통역으로 승격[4]
- 1993년 11월 15일 : 배치간이역(운전취급)으로 격하[5]
- 2001년 9월 8일 : 신호장으로 격하, 무궁화호 전 열차 정차하지 않고, 무정차 통과[6]
- 2005년 4월 1일 : 직원 철수(무인신호장)
- 2007년 : 역사 철거
- 2008년 3월 10일 : 여객취급 중지[7]
- 2008년 12월 29일 : 수도권 전철 중앙선 팔당 ~ 국수 구간 개통, 다만 역사가 완공되지 않아 모든 열차가 정차하지 않고, 무정차 통과하였다.
- 2009년 12월 18일 : 역원 배치 간이역으로 변경
- 2009년 12월 23일 : 수도권 전철 중앙선 국수 ~ 용문 구간 연장 개통과 함께 재개업[8]

## 역 구조
2면 4선식 쌍섬식 승강장을 갖춘 지상역이다. 스크린도어가 설치되어 있다.

### 승강장
| ↑ 양수          |
| ４３ \| ２１ \| |
| 국수 ↓          |

| 1·2 | ● 수도권 전철 경의·중앙선 | 양평 · 용문 · 지평 방면        |
| 3·4 | ● 수도권 전철 경의·중앙선 | 덕소 · 구리 · 회기 · 문산 방면 |

## 이용객 변동
2009년 자료는 개통일인 2009년 12월 23일부터 12월 31일까지인 9일 기준으로 환산한 것이다.
| 노선        | 노선 | 일평균 인원수 (명/일) | 일평균 인원수 (명/일) | 일평균 인원수 (명/일) | 일평균 인원수 (명/일) | 일평균 인원수 (명/일) | 일평균 인원수 (명/일) | 일평균 인원수 (명/일) | 일평균 인원수 (명/일) | 일평균 인원수 (명/일) | 일평균 인원수 (명/일) | 각주  |
| 노선        | 노선 | 2005년                | 2006년                | 2007년                | 2008년                | 2009년                | 2010년                | 2011년                | 2012년                | 2013년                | 2014년                | 각주  |
| ----------- | ---- | --------------------- | --------------------- | --------------------- | --------------------- | --------------------- | --------------------- | --------------------- | --------------------- | --------------------- | --------------------- | ----- |
| 경의·중앙선 | 승차 | 미개통                | 미개통                | 미개통                | 미개통                | 124                   | 179                   | 207                   | 253                   | 292                   | 306                   | [ 9 ] |
| 경의·중앙선 | 하차 | 미개통                | 미개통                | 미개통                | 미개통                | 107                   | 135                   | 161                   | 196                   | 220                   | 235                   | [ 9 ] |
| 노선        | 노선 | 2015년                | 2016년                | 2017년                | 2018년                | 2019년                | 2020년                | 2021년                | 2022년                | 2023년                |                       | [ 9 ] |
| 경의·중앙선 | 승차 | 289                   | 279                   | 286                   | 241                   | 233                   | 208                   | 222                   | 224                   | 223                   |                       | [ 9 ] |
| 경의·중앙선 | 하차 | 234                   | 232                   | 240                   | 202                   | 198                   | 174                   | 186                   | 191                   | 194                   |                       | [ 9 ] |

## 인접한 역
| 중앙선                        | 중앙선                                               | 중앙선                        |
| ----------------------------- | ---------------------------------------------------- | ----------------------------- |
| K130 양수 문산 방면 문산 방면 | ● 수도권 전철 경의·중앙선 본선 완행 경의선 본선 급행 | K132 국수 지평 방면 용문 방면 |